# 宇佐美友紀
宇佐美 友紀（うさみ ゆき、1984年〈昭和59年〉12月6日 - ）は、日本のグラビアアイドル、ラジオパーソナリティである。所属事務所はプラスプラス。女性アイドルグループ・AKB48の元メンバー。埼玉県三郷市出身、千葉県育ち。

## 略歴
- 2005年10月30日、「AKB48オープニングメンバーオーディション」に合格[注釈 1]。
- 2005年12月8日、オープニングメンバー候補生20名のうち1名として、AKB48劇場グランドオープンの舞台に立った（チームAに所属）。
- 2006年3月31日、AKB48を卒業。AKB48において最初の卒業生となる。office48所属のMCとして活動後、PROUDを経て、2012年にバスプに所属。現在は同社関連会社のプラスプラスに所属し、2023年4月よりマネージャー業務を兼務[2]。
- 2017年2月9日に結婚したことを、同年3月7日に担当するラジオ番組内で発表[3][4]。
- 2019年1月1日、担当するラジオ番組内で妊娠を報告。「元号が変わるか変わらないかの頃に産まれる」と述べた。5月18日、Twitterにて3,242グラムの第一子を出産したことを発表[5][6]している。

## 人物
- AKB48のインディーズデビューシングル「桜の花びらたち」のジャケットタイトル文字を書いた。
- 卒業後も大島麻衣、折井あゆみ、星野みちると交友関係があり、互いのブログに登場することが多々ある。
- 現在はラジオパーソナリティや司会として活動中[7]。

## AKB48在籍時の参加楽曲

### シングルCD選抜楽曲
- 桜の花びらたち

### 劇場公演ユニット曲
チームA 1st Stage「PARTYが始まるよ」公演
- 星の温度（1st UNIT）

## 作品

### DVD
- SPECIAL EDITION AKB48 「Memories」宇佐美友紀（2006年6月23日、AKS）
- USAMIS（2008年8月25日、タケヤ）
- Exceeds Season（2009年3月25日、グラッソ）

## 出演

### テレビ
- M zip（元レギュラー、千葉テレビ放送）
- ギャルギャル大図鑑（テレビ埼玉）

### ラジオ
現在出演中の番組
- モンハンラジオ 良三の部屋（2013年 - 、音泉）
- YAMAMAN presents MUSIC SALAD FROM U-kari STUDIO（2013年4月2日 - 2019年3月26日・2019年8月6日 - 、bayfm） - 火曜DJ

過去出演していた番組
- Skyrocket Company（TOKYO FM）
- サウンドテラス（TOKYO FM）
- KIKI-TABI〜2_Thousand_Miles〜（JFNC） - 旅人として
- bayfm it!（2017年4月6日 - 2019年3月28日、bayfm） - 木曜DJ
- KISS & SMILE（2020年10月2日 - 2022年3月、bayfm） - アシスタントDJ

### その他
- 広報みさと（平成16年12月号）
- 情報倫理教材パートII（2004年）